# Buchen (Markt Erlbach)
Buchen ist ein Gemeindeteil des Marktes Markt Erlbach im Landkreis Neustadt an der Aisch-Bad Windsheim (Mittelfranken, Bayern). Die Gemarkung Buchen hat eine Fläche von 4,151 km². Sie ist in 449 Flurstücke aufgeteilt, die eine durchschnittliche Fläche von 9244,24 m² haben. In ihr liegen neben dem namensgebenden Ort die Gemeindeteile Fallhaus, Morbach und Oberulsenbach.

## Geografie
0,25 km südöstlich des Dorfes liegt das Urlasfeld, 0,5 km südwestlich das Sandfeld und das Waldgebiet Keilein. 0,75 km nordöstlich liegen die Waldgebiete Oberer Wald und Egerten und 0,75 km nördlich der Hornberg. Eine Gemeindeverbindungsstraße führt nach Morbach (0,9 km nordwestlich) bzw. zur Staatsstraße 2255 (0,5 km östlich).

## Geschichte
Der Ort wurde 1464 im Markgräflichen Salbuch als „Bwechen“ erstmals erwähnt.
Gegen Ende des 18. Jahrhunderts gab es in Buchen sieben Anwesen. Das Hochgericht und die Dorf- und Gemeindeherrschaft übte das brandenburg-bayreuthische Stadtvogteiamt Markt Erlbach aus. Grundherren waren das Stadtvogteiamt Markt Erlbach (4 Halbhöfe, 1 Gütlein) und das Klosteramt Münchaurach (1 Gütlein, 1 Haus).
Von 1797 bis 1810 unterstand der Ort dem Justizamt Markt Erlbach und Kammeramt Neuhof. 1810 kam Buchen an das Königreich Bayern. Im Rahmen des Gemeindeedikts wurde es dem 1811 gebildeten Steuerdistrikt Linden zugeordnet. 1813 entstand die Ruralgemeinde Buchen, zu der Fallhaus, Mettelaurach, Morbach und Oberulsenbach gehörten. Sie war in Verwaltung und Gerichtsbarkeit dem Landgericht Markt Erlbach zugeordnet und in der Finanzverwaltung dem Rentamt Ipsheim. Mit dem Zweiten Gemeindeedikt (1818) wurde Mettelaurach in die neu gebildete Ruralgemeinde Klausaurach umgemeindet. Ab 1862 gehörte Buchen zum Bezirksamt Neustadt an der Aisch (1939 in Landkreis Neustadt an der Aisch umbenannt) und ab 1856 zum Rentamt Markt Erlbach (1919–1929: Finanzamt Markt Erlbach, 1929–1972: Finanzamt Neustadt an der Aisch, seit 1972: Finanzamt Uffenheim). Die Gerichtsbarkeit blieb beim Landgericht Markt Erlbach (1879 in Amtsgericht Markt Erlbach umbenannt), von 1959 bis 1972 war das Amtsgericht Fürth zuständig, seitdem ist es das Amtsgericht Neustadt an der Aisch. Die Gemeinde hatte 1964 eine Gebietsfläche von 4,186 km².
Am 1. Juni 1968 wurde Buchen nach Markt Erlbach eingemeindet.

## Einwohnerentwicklung
Gemeinde Buchen
| Jahr      | 1818   | 1840   | 1852   | 1855   | 1861   | 1867   | 1871   | 1875   | 1880   | 1885   | 1890   | 1895   | 1900   | 1905   | 1910   | 1919   | 1925   | 1933   | 1939   | 1946   | 1950   | 1952   | 1961   |
| Einwohner | 132    | 152    | 141    | 142    | 146    | 140    | 144    | 146    | 149    | 137    | 124    | 108    | 109    | 94     | 114    | 122    | 108    | 104    | 104    | 154    | 143    | 136    | 111    |
| Häuser    | 24     | 32     |        |        |        |        | 25     |        |        | 22     | 25     |        | 27     |        |        |        | 19     |        |        |        | 20     |        | 19     |
| Quelle    | [ 16 ] | [ 17 ] | [ 18 ] | [ 18 ] | [ 19 ] | [ 20 ] | [ 21 ] | [ 22 ] | [ 23 ] | [ 24 ] | [ 25 ] | [ 18 ] | [ 26 ] | [ 18 ] | [ 27 ] | [ 18 ] | [ 28 ] | [ 18 ] | [ 18 ] | [ 18 ] | [ 29 ] | [ 18 ] | [ 12 ] |

Ort Buchen
| Jahr      | 001818 | 001840 | 001861 | 001871 | 001885 | 001900 | 001925 | 001950 | 001961 | 001970 | 001987 | 002017 | 002023 |
| Einwohner | 52     | 58     | 59     | 53     | 47     | 40     | 40     | 60     | 57     | 47     | 58     | *66    | *72    |
| Häuser    | 9      | 10     |        |        | 10     | 8      | 8      | 7      | 9      |        | 13     |        |        |
| Quelle    | [ 16 ] | [ 17 ] | [ 19 ] | [ 21 ] | [ 24 ] | [ 26 ] | [ 28 ] | [ 29 ] | [ 12 ] | [ 30 ] | [ 31 ] |        | [ 1 ]  |

## Religion
Der Ort ist seit der Reformation evangelisch-lutherisch geprägt und bis heute nach St. Kilian (Markt Erlbach) gepfarrt. Die Katholiken gehören zur Kirchengemeinde Maria Namen (Markt Erlbach), die ursprünglich eine Filiale von St. Michael (Wilhermsdorf) war und seit 2019 eine Filiale von St. Johannis Enthauptung (Neustadt an der Aisch) ist.